# Olimpiada Robotnicza
Olimpiada Robotnicza – impreza sportowa organizowana przez Socjalistyczną Międzynarodówkę Sportu Robotniczego. W zawodach (letnich i zimowych) brali udział sportowcy z 14 krajów Europy. Po II wojnie światowej zawieszono organizację wydarzenia. Na jej miejsce Międzynarodowy Komitet Sportu Robotniczego organizował zawody w niektórych dyscyplinach sportowych.

## Historia

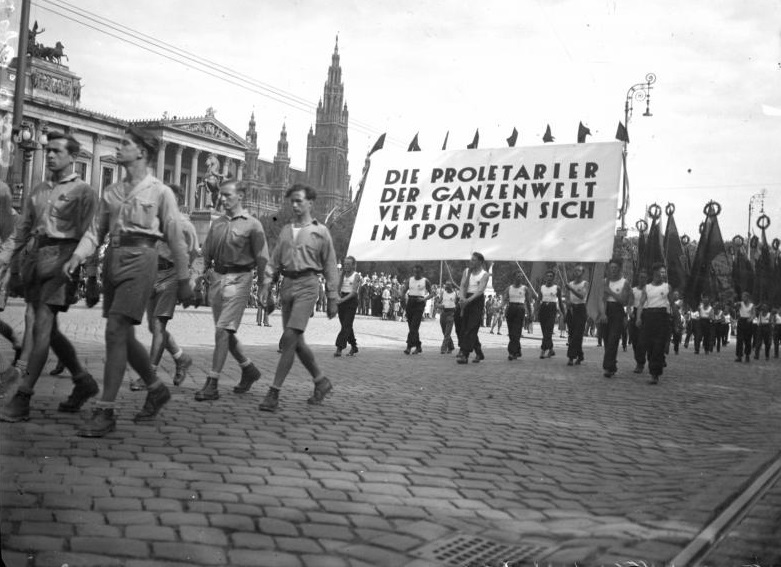
Marsz inauguracyjny Olimpiady Robotniczej 1931 w Wiedniu.

Olimpiady Robotnicze powstały jako przeciwwaga dla Igrzysk Olimpijskich, które krytykowano za ograniczanie ich dostępności do wyższych klas społecznych i osób uprzywilejowanych. Międzynarodowy robotniczy ruch sportowy nie wierzył, że prawdziwy duch olimpijski może zostać osiągnięty w ruchu olimpijskim zdominowanym przez arystokratyczne przywództwo. Pierre de Coubertin, założyciel Międzynarodowego Komitetu Olimpijskiego, zawsze sprzeciwiał się udziałowi kobiet i popierał kulturową wyższość białych Europejczyków nad innymi rasami. Jego następcy, Henri de Baillet-Latour i Avery Brundage, byli otwarcie antysemiccy i obaj współpracowali z nazistami. Olimpiada Robotnicza sprzeciwiała się wszelkim formom klasizmu, szowinizmu, seksizmu, rasizmu i wykluczenia społecznego. Igrzyska Olimpijskie opierały się na rywalizacji między narodami, ale Olimpiady Robotnicze kładły nacisk na internacjonalizm, przyjaźń, solidarność i pokój. 
II Robotnicza Olimpiada w Wiedniu (19-26 lipca 1931) stanowiła największą ze wszystkich Olimpiad Robotniczych. W wydarzeniu brało udział ok. 25 tysięcy sportowców z 19 krajów, którzy startowali w 18 dyscyplinach sportowych na 11 obiektach, z których najważniejszym był wybudowany w 23 miesiące Prater Stadium (m.in. męska piłka ręczna, piłka nożna, piłka wodna, tenis, gimnastyka, podnoszenie ciężarów, pływanie, kajakarstwo, jiu-jitsu, kolarstwo, boks, lekkoatletyka, siatkówka). W dniach Olimpiady przybyło ponad 100 tysięcy gości. Olimpiada w Wiedniu była również ogromnym spotkaniem działaczy robotniczych klubów sportowych, polem wymiany myśli i doświadczeń nie tylko w zakresie sportu, ale również myśli politycznej, gdzie dominującym głosem były propozycje socjalistów z Austrii i Niemiec.
W dniach olimpiady miała przekształcić Wiedeń w miasto proletariackiej jedności i siły. Parada ponad 100 tysięcy działaczy, kibiców oraz sportowców przed otwarciem Igrzysk stanowiła wielkie widowisko. Samo otwarcie Olimpiady, to ogromny ponad godzinny pokaz ponad 4 tysięcy austriackich gimnastyków, śpiewaków, muzyków z robotniczych klubów ubranych w jasnoniebieskie koszulki i spodenki, który przedstawiał dzieje proletariatu od średniowiecza aż do kapitalizmu przemysłowego. Zwieńczeniem spektaklu było symboliczne przewrócenie złotego postumentu symbolizującego kapitalizm.
Na Olimpiadach Robotniczych używano tylko czerwonej flagi, zamiast flag narodowych. Tak samo najlepsi sportowcy otrzymywali dyplomy, a nie medale jak na igrzyskach olimpijskich.

## Letnie i zimowe Olimpiady Robotnicze
| Rok  |   | Letnia Olimpiada Robotnicza |   | Zimowa Olimpiada Robotnicza    |
| ---- | - | --------------------------- | - | ------------------------------ |
| 1925 | 1 | Frankfurt nad Menem, Niemcy | 1 | Schreiberhau, Niemcy           |
| 1931 | 2 | Wiedeń, Austria             | 2 | Mürzzuschlag, Austria          |
| 1937 | 3 | Antwerpia, Belgia           | 3 | Jańskie Łaźnie, Czechosłowacja |